# Göran Tunström
Tage Göran Tunström, född 14 maj 1937 i Karlstad, död 5 februari 2000 i Stockholm, var en svensk författare. Tunströms romaner anknyter ofta till uppväxtorten Sunne, och ett av hans mest kända verk är Juloratoriet från 1983. Han var från 1964 gift med konstnären Lena Cronqvist och är far till regissören och teaterchefen Linus Tunström samt farbror till Martin Tunström.

## Biografi
Tunströms far  Karl Hugo Tunström var komminister i Borgvik i Värmland, men familjen flyttade kort efter födseln till Sunne där han växte upp. De flesta av hans romaner tar avstamp i eller utspelar sig på denna ort, dock snarare i minnets Sunne från uppväxten, än verklighetens. Han är förmodligen mest känd för Juloratoriet, utgiven 1983 och filmatiserad 1996.
Han bodde i en period av 1950-talet på den grekiska ön Hydra och blev där god vän med bland andra sångaren, poeten och författaren Leonard Cohen och den norske författaren Axel Jensen.
Tunström deltog bland annat på Oslo International Poetry Festival, OIPF och fick Aftonbladets litteraturpris 1975.
På senare år delade han sin tid mellan sommarhuset på Kosteröarna och lägenheten på Södermalm i Stockholm. Han avled 5 februari 2000 efter en längre tids sjukdom. Han är begravd vid Sunne kyrka.